# 托盧維耶霍
托盧維耶霍是哥倫比亞的城鎮，位於該國北部，由蘇克雷省負責管轄，距離首府辛塞萊霍18公里，始建於1534年3月19日，面積276平方公里，海拔高度2米，2005年人口18,587。

## 外部連結
- （西班牙文） Gobernacion de Sucre - Toluviejo
- （西班牙文） Cafe Internet Toluviejo Sucre - compuserver

9°27′N 75°27′W / 9.450°N 75.450°W